# Spoorlijn Bakhuisgebergte - Apoera
De spoorlijn van het Bakhuisgebergte naar Apoera is een is een circa 72 kilometer lange spoorlijn op normaalspoor in Suriname en verbindt het Bakhuisgebergte via Bakhuis en Kamp 52 met het noordwestelijk daarvan aan de Corantijn gelegen Arowakkendorp Apoera. De in 1980 gereed gekomen spoorlijn was onderdeel van het West-Surinameplan en zou voornamelijk gebruikt worden voor het vervoer van bauxiet uit het gebergte naar de geplande haven in Apoera. Uiteindelijk is de bauxietwinning niet doorgegaan en is de spoorlijn nooit in gebruik genomen. De lijn staat daarom ook wel bekend als de spoorlijn ‘van niets naar nergens’.

## Planfase
In 1968 waren er afspraken gemaakt met een consortium van bedrijven, waaronder het Nederlandse BHP Billiton, om de bauxietvoorraden in het Bakhuisgebergte te gaan ontginnen. Na enkele jaren besloot te Surinaamse regering om de plannen uit te voeren met het Amerikaanse bedrijf Reynolds Metals Company. In 1972 werd aangekondigd dat men met de aanleg van de spoorlijn wilde beginnen.
Het duurde echter nog tot 1976 voordat daadwerkelijk met de aanleg werd gestart. Tussen Nederland en Suriname was in 1975 het Meerjaren Ontwikkelingsprogramma afgesloten, waarbij Nederland 3,5 miljard gulden schonk om de Surinaamse economische ontwikkeling te stimuleren. Als onderdeel van het West-Surinameplan zou de gewenste spoorlijn worden aangelegd voor 135 miljoen gulden. Omdat Nederland dit bedrag echter alleen wilde investeren in de regio als de bauxietwinning weer aan BHP Billiton en diens partners werd gegund, werd Reynolds door de Surinaamse regering afgekocht. In 1976 ging de Commissie Ontwikkelingssamenwerking Nederland-Suriname (CONS) akkoord met de financiering van de spoorlijn, tot een maximumbedrag van 150 miljoen gulden.

## Aanleg
De bouw werd uitgevoerd door een joint-venture van het Nederlandse bedrijf Lareco (onderdeel van Heidemij, nu Arcadis), het Amerikaanse Morrison-Knudsen (EmKay) en de Surinaamse bedrijven Sohansingh, General Surinam Railroad en Van Kessel NV. Het Nederlandse ingenieursbureau DHV kreeg onder de naam Nedeco de leiding. Voor de bouw kon gebruik worden gemaakt van lokaal hout en enkele steengroeves. De spoorlijn zou een vervoerscapaciteit krijgen van 4 miljoen ton bauxiet per jaar.
Volgens de planning moest de spoorlijn in april 1979 gereed zijn. Door vertragingen, zoals de problemen met het aanleveren van voldoende dwarsliggers, vond de uiteindelijke oplevering plaats op 24 september 1980. De spoorlijn had in totaal 200 miljoen gulden gekost. Inmiddels waren de bauxietprijzen dermate gedaald dat Billiton en Suralco besloten om niet te beginnen aan de bauxietwinning in het Bakhuisgebergte en zij trokken zich terug uit het project. Hiermee kwam het bestaansrecht van de zojuist opgeleverde spoorlijn al meteen op losse schroeven te staan.

### Materieel
Op 5 december 1978 waren twee locomotieven geleverd door Morrison-Knudsen. Het betrof twee RSD-12's die begin jaren 60 door de American Locomotive Company waren gebouwd voor de Southern Pacific. De locomotief met het nummer MK2002 is op de kade geplaatst en nooit van zijn plek gekomen; de MK2001 is samen met enkele spoorbouwmachines in de lijnwerkplaats in Apoera ondergebracht.

## Exploitatie
De spoorlijn is vrijwel niet gebruikt. Het enige vervoer dat heeft plaatsgevonden waren enkele ritten voor het steenslagbedrijf van Grassalco. De in Apoera gelegerde militairen hebben de locomotief nog wel gebruikt als ze 's nachts op jacht gingen naar pingo's (bosvarkens).
In 1993 is opnieuw onderzoek gedaan naar de mogelijkheden voor bauxietwinning in het Bakhuisgebergte, waarbij de spoorlijn dan alsnog als transportmiddel gebruikt zou kunnen worden. Dit plan is niet gerealiseerd.